# Clube da Joana
Clube da Joana ou Facção Áulica foi um grupo político que realizava frequentes reuniões na residência do mordomo da Casa Imperial de Dom Pedro II, Paulo Barbosa Silva, situada nas proximidades da Quinta da Boa Vista e perto do Rio Joana (donde a designação).
Segundo consta, estas reuniões eram lideradas por Aureliano de Sousa e Oliveira Coutinho, político conservador que exercia forte influência sobre o jovem e ainda inexperiente imperador do Brasil D. Pedro II. Provável origem do termo "casa da Joana".